# Nakuru (hrabstwo)
Nakuru – hrabstwo w Kenii. Jego stolicą i największym miastem jest Nakuru. Inne ważniejsze ośrodki miejskie to: Naivasha, Gilgil, Molo, Rongai, Njoro, Elburgon i Mai Mahiu. Według Spisu Powszechnego w 2019 roku liczy 2 162 202 mieszkańców i jest jednym z najbardziej zaludnionych hrabstw Kenii. Miejscowi ludzie są w większości pochodzenia etnicznego Kikuju.
Nazwa Nakuru oznacza w języku Masajów „zakurzone miejsce” - w nawiązaniu do częstych wichrów, które pochłaniają obszar chmurami pyłu.
Nakuru graniczy z siedmioma hrabstwami: Laikipią na północnym wschodzie, Kericho na zachodzie, Narok na południowym zachodzie, Kajiado na południu, Baringo na północy, Nyandaruą na wschodzie i z Bomet na zachodzie.

## Klimat
Hrabstwo Nakuru ma jedne z najniższych temperatur w Kenii, z wysokimi opadami przez cały rok. Średnia opadów wynosi od 700 do 1200 mm, przy czym średnie roczne opady wynoszą około 800 mm. Nakuru ma dwie pory deszczowe: kwiecień, maj i sierpień (długie deszcze) oraz październik i grudzień (krótkie deszcze).

## Turystyka
Turystyka jest główną działalnością gospodarczą w Nakuru dzięki licznym atrakcjom turystycznym hrabstwa, takim jak kratery, jeziora, dzikie zwierzęta i ptaki.

## Religia
Struktura religijna w 2019 roku wg Spisu Powszechnego:
- protestantyzm – 63,1%
- katolicyzm – 16,3%
- niezależne kościoły afrykańskie – 7,2%
- pozostali chrześcijanie – 7,1%
- brak religii – 3,2%
- islam – 1,2%
- pozostali – 1,9%.

## Podział administracyjny
Hrabstwo Nakuru składa się z jedenastu okręgów:
- Nakuru Town East,
- Nakuru Town West,
- Bahati,
- Rongai,
- Subukia,
- Kuresoi North,
- Kuresoi South,
- Gilgil,
- Naivasha,
- Njoro i
- Molo.